# Konérguino
Konérguino (en rus: Конергино) és un poble del districte autònom de Txukotka, a Rússia, que el 2015 tenia 350 habitants.